# Crystal Cave Trail
Le Crystal Cave Trail est un sentier de randonnée américain dans le comté de Tulare, en Californie. Protégé au sein du parc national de Sequoia, ce sentier d'environ 800 m permet d'accéder à la Crystal Cave depuis la route. Il est classé National Recreation Trail depuis 1982.